# Unione Sportiva Pistoiese 1925-1926
Questa voce raccoglie le informazioni riguardanti l'Unione Sportiva Pistoiese nelle competizioni ufficiali della stagione 1925-1926.

## Divise
| Casa |

## Rosa
| N. |                     | Ruolo | Calciatore           |
| -- | ------------------- | ----- | -------------------- |
|    | Italia (bandiera)   | A     | Alberto Barni        |
|    | Italia (bandiera)   | A     | Carlo Cantini        |
|    | Italia (bandiera)   | P     | Gino Cecchio         |
|    | Ungheria (bandiera) | C     | Ferenc Ecker         |
|    | Italia (bandiera)   | C     | Giovanni Frassoldati |
|    | Italia (bandiera)   | P     | Frosini Guido        |
|    | Italia (bandiera)   | D     | Carlo Giacomelli     |
|    | Italia (bandiera)   | A     | Ferdinando Innocenti |

| N. |                   | Ruolo | Calciatore       |
| -- | ----------------- | ----- | ---------------- |
|    | Italia (bandiera) | D     | Carlo Magni      |
|    | Italia (bandiera) | A     | Ettore Masetti   |
|    | Italia (bandiera) | D     | Cesare Mione     |
|    | Italia (bandiera) | A     | János Nehadoma   |
|    | Italia (bandiera) | D     | Italo Pizziolo   |
|    | Italia (bandiera) | D     | Alcide Teodori   |
|    | Italia (bandiera) | D     | Renato Vignolini |
|    | Italia (bandiera) | C     | Giovanni Zucchi  |